# Haubendickköpfe
Die Haubendickköpfe (Oreoicidae) sind eine kleine Singvogelfamilie, die in Australien und Neuguinea heimisch ist. Sie wurde 2014 von Richard Schodde und Leslie Christidis aufgestellt und umfasst drei Gattungen mit je einer Art.

## Merkmale
Haubendickköpfe sind mittelgroße Vögel mit einem eiförmigen Körper. Ihr Federkleid ist an der Oberseite braun, oliv oder grau. Die Unterseite ist braun oder zeigt ein weißes, schwarzes oder gelbes kontrastierendes Muster. Die Flügel sind mittellang bis kurz, der Schwanz ist mittellang. Der mittellange Schnabel ist gerade, gedrungen und weist einen schwachen bis deutlichen Haken an der Spitze auf. Der Kopf ist groß, der Hals ist kurz und dick. Beine und Füße mittellang, die Füße sind dick. Beim Schwarz-Haubendickkopf ist nur das Männchen im Gesicht und an der Brust auffällig gemustert.

## Systematik

### Äußere Systematik
Die Familie Oreoicidae, eine Ansammlung von drei separaten Vogelgattungen und -arten, ist Teil der Überfamilie Oreoloidea. Bis 2014 gehörten diese drei Arten zur Familie der Dickköpfe (Pachycephalidae). Neuere molekulargenetische Belege deuten jedoch darauf hin, dass der Schwarz-Haubendickkopf (Oreoica gutturalis), der Oliv-Haubendickkopf (Aleadryas rufinucha) und der Braun-Haubendickkopf (Ornorectes cristatus) ein gemeinsames Schwestertaxon mit der Familie Pachycephalidae bilden.

### Arten und ihre Verbreitung
Es werden folgende Arten unterschieden:
- Schwarz-Haubendickkopf (Oreoica gutturalis), zwei Unterarten in weiten Teilen Australiens.
- Oliv-Haubendickkopf (Aleadryas rufinucha), vier Unterarten in Neuguinea
- Braun-Haubendickkopf (Ornorectes cristatus), drei Unterarten in Neuguinea

## Lebensraum
Die Haubendickköpfe bewohnen eine Vielzahl von bewaldeten Lebensräumen, die von Trockenwäldern und Wäldern bis zu primären tropischen Regenwäldern von Meereshöhe bis über 3000 m reichen. 

## Nahrungsverhalten
Die Haubendickköpfe ernähren sich hauptsächlich von Insekten, Würmern und zumindest gelegentlich von Früchten und Samen. Sie gehen auf dem Boden, im Unterwuchs und in Bäumen auf Nahrungssuche. Zwei Arten, den Schwarz-Haubendickkopf und den Braun-Haubendickkopf sieht man gewöhnlich in Vergesellschaftung mit anderen Arten.

## Fortpflanzungsverhalten
Informationen über das Fortpflanzungsverhalten der Haubendickköpfe liegen nur vom Oliv-Haubendickkopf und vom Schwarz-Haubendickkopf vor. Sie sind sozial monogam und betreiben offenbar eine biparentale Brutpflege. Diese Vögel errichten ein tiefes Schalennest in der Gabel oder Höhle eines Baumes, das aus einer Vielzahl von Materialien wie Moos, Rinde, Blättern und Wurzeln besteht. Es ist mit feinen Rindenstreifen, Gras und beim Schwarz-Haubendickkopf mit giftigen Raupen ausgekleidet. Die Weibchen legen ein bis vier Eier. Beim Schwarz-Haubendickkopf sind sowohl Männchen als auch Weibchen am Nestbau, bei der Bebrütung der Einer und bei der Fütterung der Küken beteiligt, die die nach 14 bis 17 Tagen Inkubation asynchron schlüpfen und nach 11 bis 12 Tagen das Nest verlassen. Anschließend werden sie für eine unbekannte Zeitspanne von den Eltern gefüttert.